# 库普萨尔特
库普萨尔特（法語：Coupesarte，法語發音：[kupsaʁt] ⓘ）是法国卡尔瓦多斯省的一个旧市镇，属于利雪区。2017年，库普萨尔特与临近的13个市镇合并为新市镇梅济东瓦莱多日。

## 地理
库普萨尔特（49°3'32"N, 0°6'27"E）面积4.47 平方千米，位于法国诺曼底大区卡爾瓦多斯省，该省份为法国西北部沿海省份，北濒大西洋英吉利海峡，东北与滨海塞纳省以海上边界相接，东临厄尔省，南至奧恩省，西与芒什省接壤。
与库普萨尔特接壤的市镇（或旧市镇、城区）包括：欧日地区卡斯蒂永、莱萨尔和勒谢讷、勒梅尼勒迪朗、圣于连勒福孔、圣马丹-迪梅尼勒乌里、欧日地区维约蓬。
库普萨尔特的时区为UTC+01:00、UTC+02:00（夏令时）。

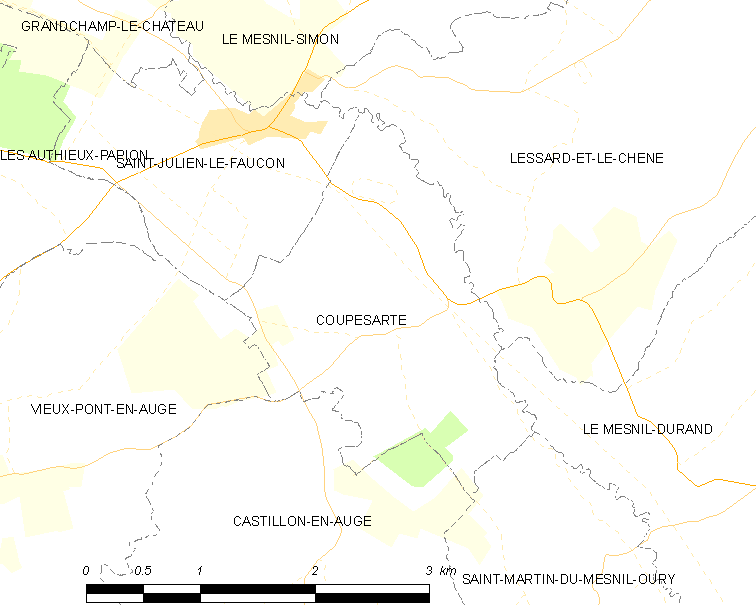
库普萨尔特的OSM定位图

## 行政
库普萨尔特的邮政编码为14140，INSEE市镇编码为14189。

## 政治
库普萨尔特所属的省级选区为梅济东瓦莱多日县。

## 人口

1962-2008年间库普萨尔特人口变化图示

库普萨尔特于2018年1月1日时的人口数量为42人。